# Fuhsekanal (Braunschweig)

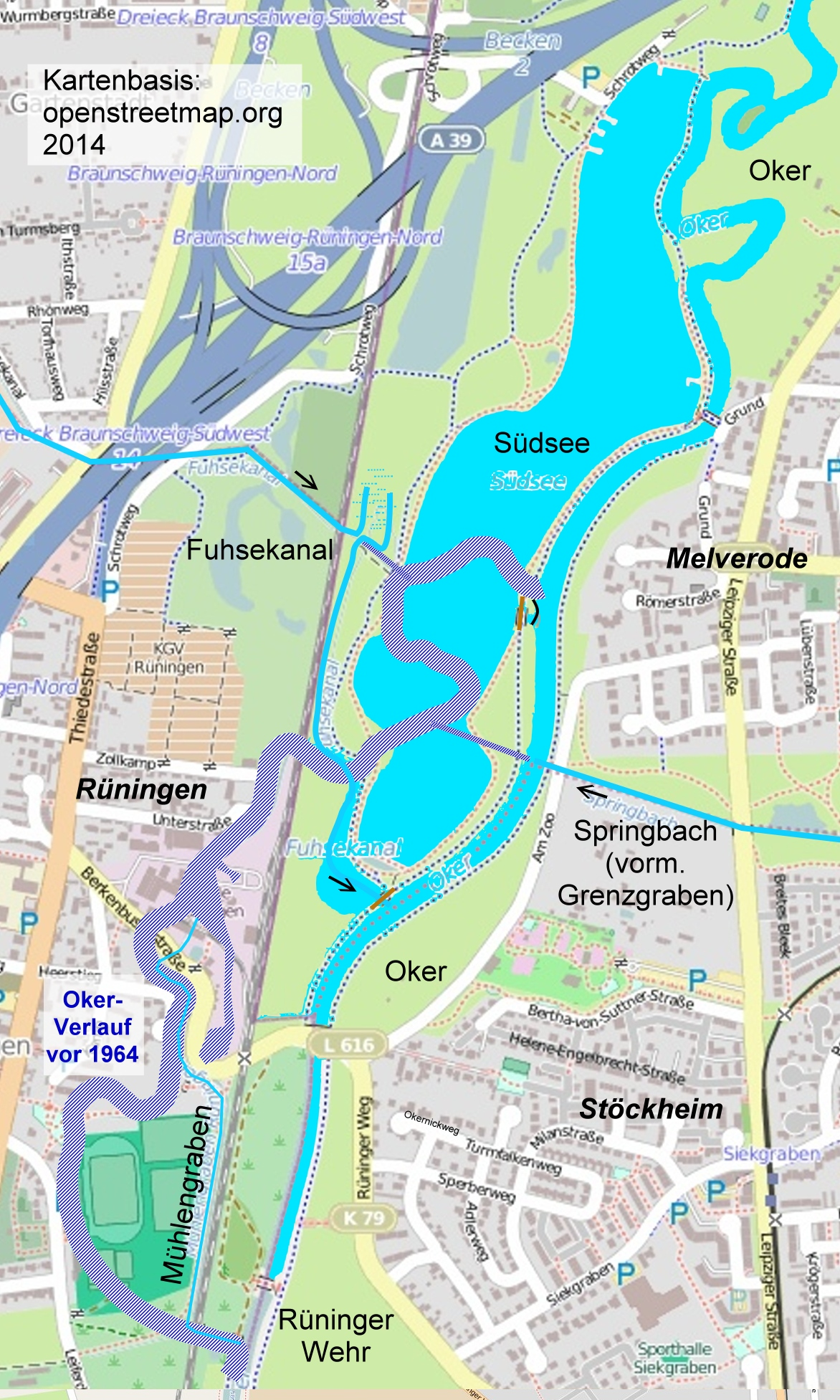
Karte des Südseegebiets mit historischem Okerverlauf

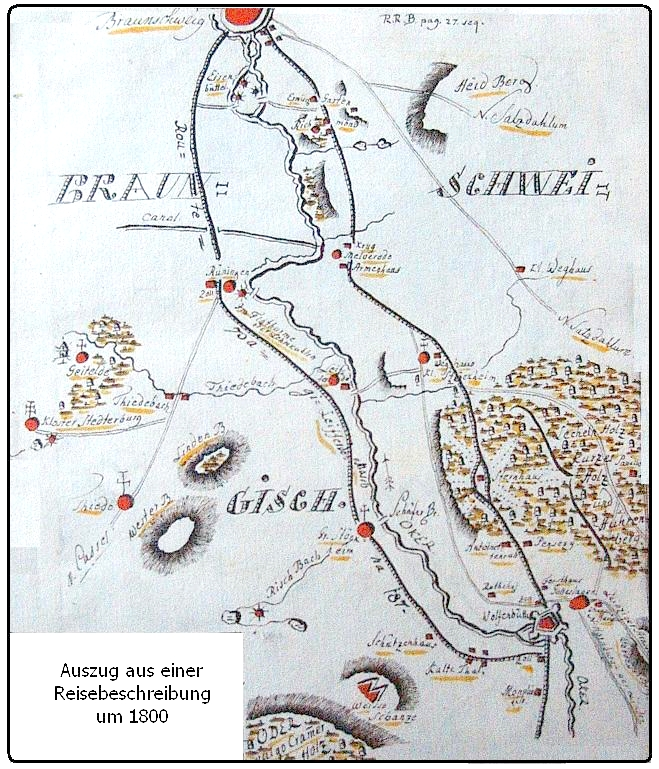
Der östliche Abschnitt des Fuhsekanals auf einer Karte um 1800

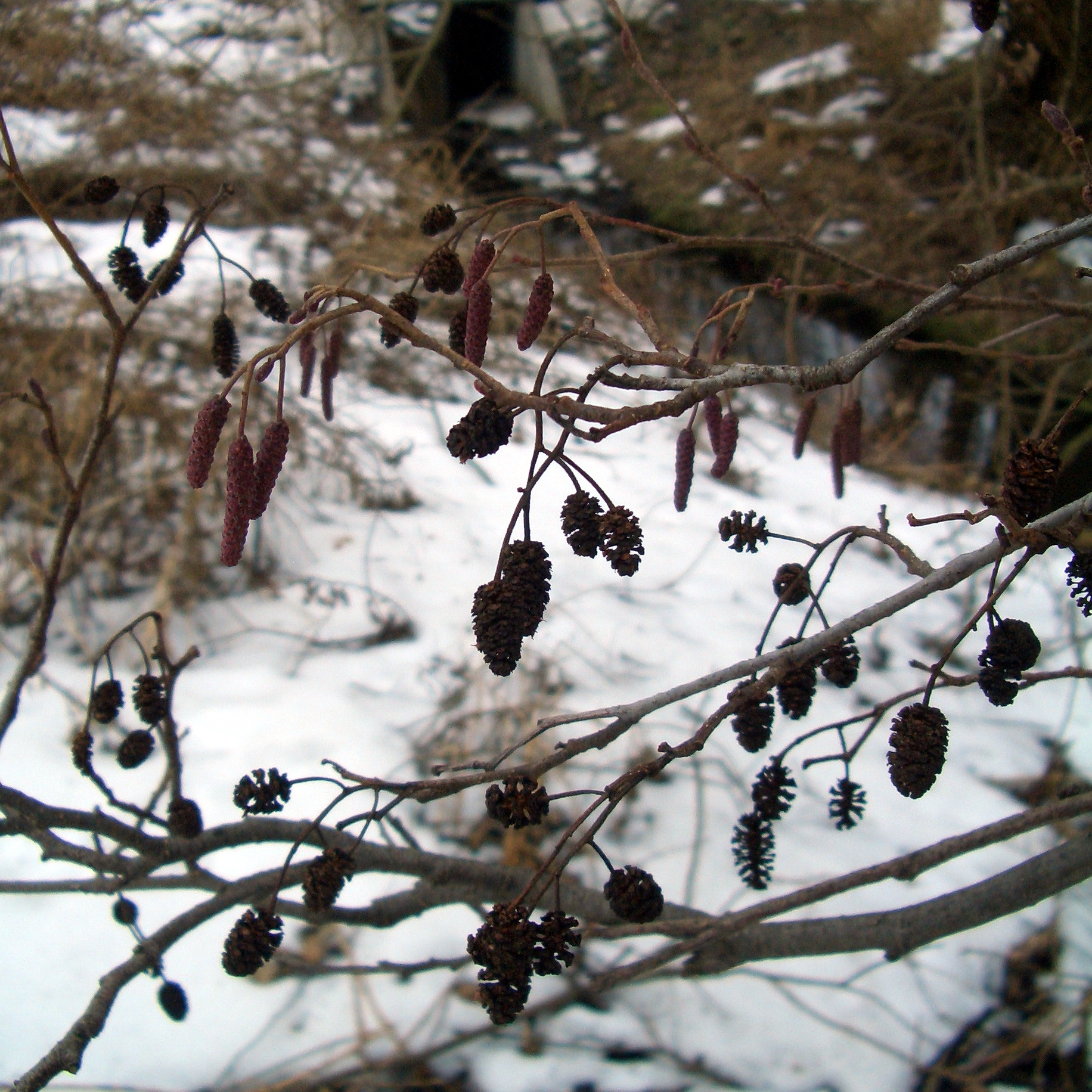
Erlen am Fuhsekanal im Bereich des Ellernbruchs

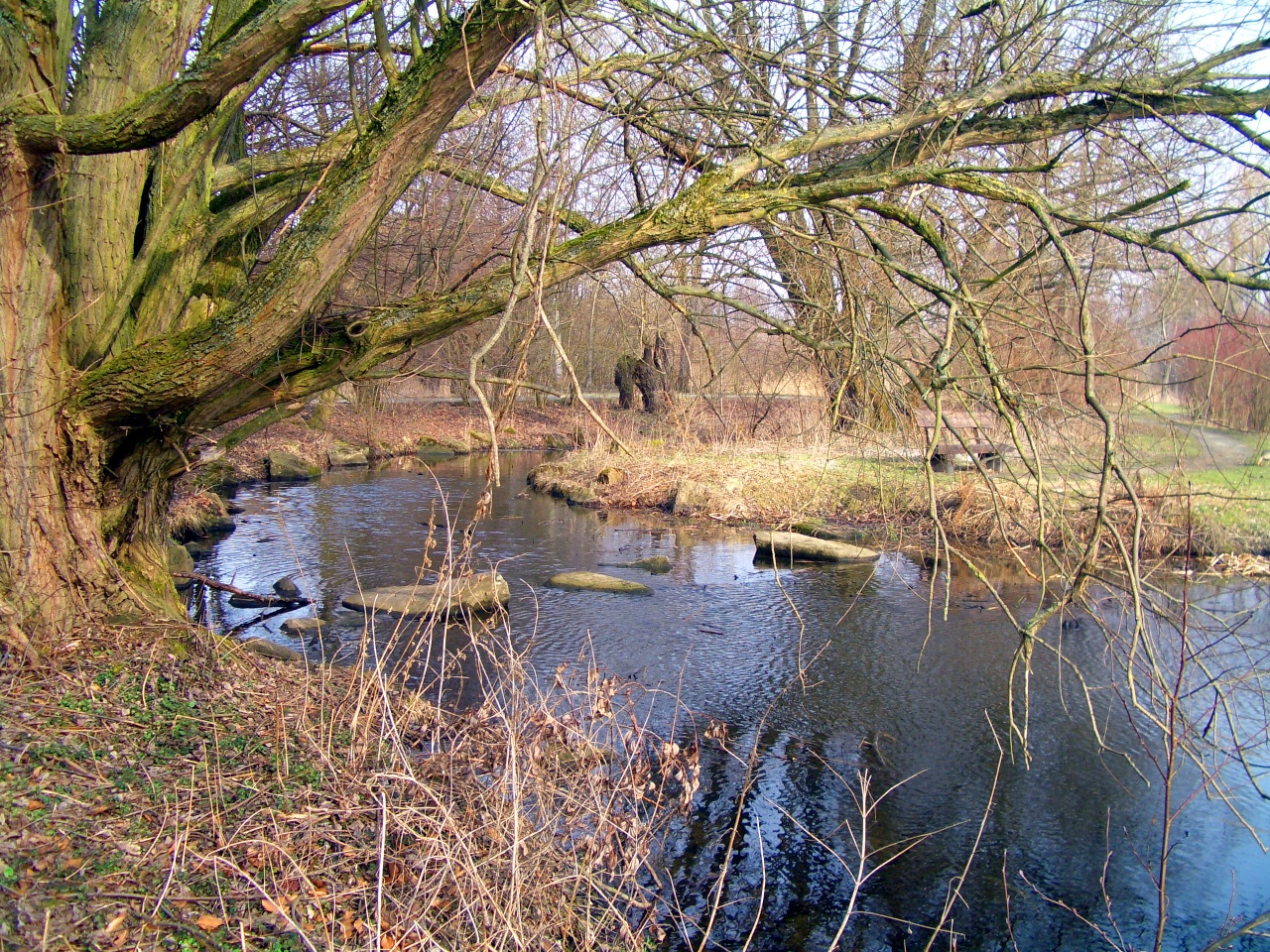
Ursprünglicher Auslauf des Fuhsekanals am Südsee mit Blick nach Westen (Mrz. 2010). Der Kanal ist durch den sichtbaren Weg unterbrochen.

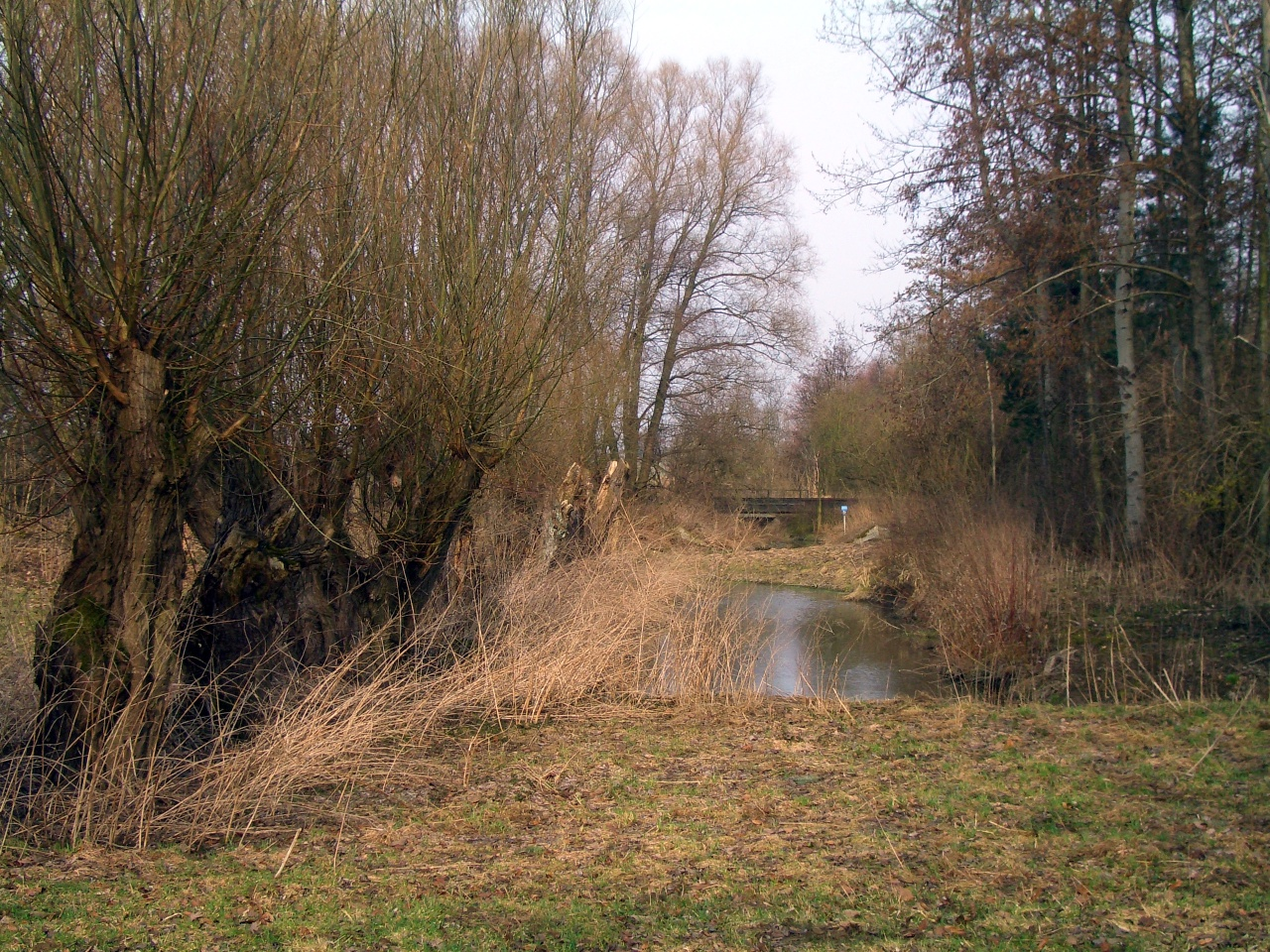
Verlauf des Kanals vor der früheren Einmündung in den Südsee. Der Kanal wird Richtung Teichgebiet abgezweigt. 100 m weiter Richtung Bahnbrücke mündet er in den früheren Mühlengraben und in die Oker.

Der Fuhsekanal ist ein im 18. Jahrhundert gestochener Kanal im Südwesten der Stadt Braunschweig, der heute zwischen dem Stichkanal Salzgitter und der Oker verläuft. Er wurde früher auch als Neuer Kanal, Landwehrkanal oder Aubach bezeichnet und verband ursprünglich die Aue mit der Oker, führte jedoch niemals bis zur Fuhse.

## Geographie
Der Kanal verläuft von seinem westlichsten Punkt am Stichkanal Salzgitter bei Groß Gleidingen entlang des Waldstücks Ellernbruch und der Quelle Teufelsspring, führt weiter nördlich von Broitzem, kreuzt zweimal die Bahnstrecke Hannover–Braunschweig und bildet die südliche Grenze des Stadtteils Gartenstadt. Nördlich von Rüningen mündet er in das Südseegebiet und anschließend auf der Höhe der Mühle Rüningen in die Oker.
Sein geodätisch höchster Punkt ist mit 77 m ü. NHN die Quelle Teufelsspring (Lage Teufelsspring) zwischen Broitzem und Stiddien. Von dort aus fließt das Wasser des Kanals in beide Richtungen, nach Westen zum Stichkanal Salzgitter (74 m ü. NHN) und nach Osten Richtung Südsee (70,8 m ü. NHN). Die Entfernung zwischen dem westlichen und dem östlichen Mündungspunkt beträgt insgesamt 7,2 km. Das Einzugsgebiet im Flussgebiet der Oker umfasst 10,19 km².
Ursprünglich verlief der westliche Teil des Fuhsekanals bis zur Aue. Mit dem Bau des Stichkanals Salzgitter wurde der Lauf unterbrochen und damit das neue westliche Ende festgelegt. Zwischen Stichkanal und Aue ist der Fuhsekanal nicht mehr vorhanden, dort sind – 1956 begonnen, 1965 vollendet – zwei Rückhaltebecken (offizielle Bezeichnung: Regenwasserspeicher und Klärteiche; von der Aue gespeist und in die Aue entwässert) angelegt. Der nach Westen strebende Abschnitt hat als Nebengewässer des Kanals die GKZ 48481622.

## Geschichte
Erste Pläne für einen Kanal zwischen Oker und Aue gab es bereits im 16. Jahrhundert unter Herzog Julius. Damals wollte man zwischen Wolfenbüttel und Celle eine Wasserverkehrsverbindung schaffen, die die unbotmäßige Stadt Braunschweig umging und die im Braunschweiger Stadtgebiet stark verbaute Oker mied.
Im Jahr 1745 beauftragte Herzog Karl I. von Braunschweig-Wolfenbüttel, die Aue durchgängig zu entschlammen und auszuräumen. Im Zuge dieser Arbeiten stellte sich heraus, dass ein Abfluss aus dem moorigen Aue-Gebiet zur Oker notwendig ist. Man plante daher einen Kanal, der südlich von Groß Gleidingen in dem damals vorhandenen Ottergraben und bei Broitzem im Landwehrkanal verlaufen sollte und 1757 begonnen wurde.
Der mit der Ausführung beauftragte ehrgeizige Forstmeister Eduard August Anton von Hoym (1713–1776), dem ab 1751 das Torfwesen des Fürstentums Braunschweig unterstand, wollte diesen sogar als Oker-Fuhse-Kanal bis zur Fuhse ausdehnen. Diese Verbindung wurde jedoch nie realisiert. Nur der Name „Fuhsekanal“ blieb.
Zur Zeit seiner größten Ausbaulänge verband er das Flüsschen Aue mit der Oker. Entgegen den ursprünglichen Planungen waren kleinere Schleusenbauwerke notwendig. Der Bau verteuerte sich erheblich auf über 60.000 Reichstaler und konnte dauerhaft nicht die wirtschaftlichen Erwartungen erfüllen. Interessant ist, dass der Forstmeister eigenmächtig Kredite für den Bau aufnahm und die tatsächlichen Baukosten gegenüber dem Landesherrn zeitweise verschleierte. Die Arbeiten am Fuhsekanal begannen in Braunschweig bei Rüningen am alten Okerlauf ungefähr an der gleichen Stelle wie heute und führten bis Sonnenberg in die regulierte Aue.
Auf dem Kanal wurde Torf aus den Abbaugebieten bei Sonnenberg, Groß Gleidingen und Wierthe in die Stadt Braunschweig transportiert. Außerdem erfolgten auch Holz- und Getreidetransporte. Gespeist wurde der Kanal hauptsächlich aus dem „Teufelsspring“, einem Quellteich zwischen Broitzem und Stiddien. Wegen mangelnder Wasserversorgung verschlammte der Kanal in Teilbereichen schnell wieder, so dass er nicht dauerhaft als Transportweg dienen konnte. Sämtliche Arbeiten am Kanal wurden auf Geheiß des Herzogs im März 1776 eingestellt. Der Torf wurde bis zur Einstellung des Abbaus im frühen 19. Jahrhundert mit Pferdefuhrwerken befördert.
Im Auegebiet trug der Kanal zur Trockenlegung der Bruchniederungen der Aue bei und verbesserte die Qualität der Ackerböden. Dagegen sind von den Bauern aus Timmerlah und Broitzem Beschwerden überliefert, dass ihre Wiesen austrocknen und sie ein Drittel weniger Heu ernten würden.

## Heutige Bedeutung
Nördlich von Broitzem bis Groß Gleidingen ist der Kanal auf einer Länge von 5 km noch als schmaler Graben erkennbar. Östlich des Teufelssprings nimmt er die Oberflächenentwässerung der Braunschweiger Weststadt auf und führt sie im Südseegebiet zur Oker.
Seit 1982 ist der Fuhsekanal, von der Grenze der Ortsbebauung Broitzem, bis an den Bahndammdurchfluss nordwestlich des Ortsteils Stiddien, ein geschütztes Naturdenkmal. Die Stadt Braunschweig plant in einem Artenschutzkonzept die Anlage weiterer vegetationsarmer Flachgewässer im Bereich des Kanals, die Amphibien und Süßwassermollusken als Lebensraum dienen können.
Seit 2006 mündet der Kanal nicht mehr in den Südsee, sondern wird im früheren Bett der Oker und des Mühlengrabens südlich zur Oker geführt. Im westlichen Bereich des Südsees wurde im Jahr 2008 ein Kanalabschnitt renaturiert und zu einem Hechtlaichgewässer umgestaltet. Im Zuge des Neubaus des Autobahndreiecks Südwest wurde seit 2011 eine größere Fläche zu einem Teichgebiet ausgebaut.

## Gewässergüte
Der Fuhsekanal gehört mit der Oker bis zur Schunter, dem Brückenbach und dem Thiedebach zur Wasserkörpergruppe 15005 und wird von der Stadtentwässerung Braunschweig GmbH gepflegt und qualitativ überwacht. Der Kanal hat als künstliches Gewässer hinsichtlich des Verlaufs nur eine schlechte Strukturqualität. Die Zielerreichung im Rahmen der EG-Wasserrahmenrichtlinie, also ein gutes ökologisches Potenzial bis 2015, wurde 2007 im Umweltatlas der Stadt Braunschweig als unwahrscheinlich angegeben. Dies gilt im Übrigen für die meisten Gewässer, bei denen nicht durch umfangreiche Renaturierungsmaßnahmen eine deutliche Verbesserung erzielt werden kann.
Als löss-lehmgeprägter Tieflandbach wird der Fuhsekanal vor allem durch Ausschwemmungen der umliegenden Äcker belastet, die mit Dünge- und Pflanzenschutzmittel angereichert sind. Er wird neben dem Thiedebach als wichtige Schadstoffeintragsquelle für die Oker angesehen.
Untersuchungen der Gewässerqualität im Jahr 2010 ergaben, dass zwar die biologische Qualität weiterhin „mäßig“ sei, die Artenzahl im Vergleich zu 2007 zurückgegangen, die Population jedoch angestiegen sei. Die ökologische Qualität wurde daher von „schlecht“ auf „unbefriedigend“ heraufgestuft, entsprechend einer Gewässergüte von 4. Das Erreichen der Note „gut“ wurde als unwahrscheinlich bewertet.
Die in den Jahren 2011, 2014 und 2015 durchgeführten Untersuchungen beurteilten die Strukturgüte weiterhin mit den Noten 4 bis 5. Zwar sind durch die Gestaltung eines naturnahen Bereichs nördlich von Rüningen einige Strukturverbesserungen erzielt worden, im Bereich des Autobahndreiecks ist das Ufer jedoch durch Brückenbauwerke und Steinschüttungen verbaut. Die biologische Qualität war stark vom Untersuchungsort abhängig: So waren sowohl Abschnitte mit artenreichen Populationen als auch völlig artenarme Kanalbereiche vorhanden, insbesondere war im Bereich der Autobahn die Artenvielfalt nach den Baumaßnahmen im Aufbau begriffen. Der Fuhsekanal erreichte für die biologische Qualität im Mittel die Note II bis III. Die Berichte aus den Folgejahren zeigen leichte Verbesserungen auf (II und II-III).